# 천사의 아이들
천사의 아이들(In America)은 미국에서 제작된 짐 쉐리단 감독의 2002년 드라마, 멜로/로맨스 영화이다. 패디 콘시딘 등이 주연으로 출연하였고 아서 래핀 등이 제작에 참여하였다.

## 출연

### 주연
- 패디 콘시딘
- 사만다 모튼

### 조연
- 사라 볼거
- 엠마 볼거
- 닐 존스
- 랜들 칼튼
- 시아란 크로닌
- 디몬 하운수
- 후안 카를로스 헤르난데즈
- 나이 허론
- 제이슨 샐키
- 사라 제임스
- 제이슨 킬라리
- 아드리안 마티네즈
- 데이빗 위크
- 가이 카리튼
- 일레인 그롤먼
- 닉 더닝
- 마이클 숀 타이게
- 톰 머피
- 버나뎃 퀴글리
- 프랭크 우드
- 저 오리어리
- 니샤 네이야

## 제작진
- Line PD: 메레디스 잼스키
- 공동제작: 폴 마일러
- 미술: 마크 게러티
- 의상: 에이머 니 마올돔나이프
- Ass-PD: 나이 허론
- 세트: 자니 번
- 배역: 샐리 오소바